# OceanaGold
Die OceanaGold Corporation ist ein in Australien ansässiges mittelständisches, aber international operierendes Unternehmen, das zwei Goldminen in Neuseeland, eine Gold- und Kupfermine auf den Philippinen und eine Goldmine in South Carolina in den Vereinigten Staaten betreibt.
Das Unternehmen ist Mitglied im World Gold Council.

## Geschichte
Die OceanaGold Corporation wurde im Jahr 2007 in Vancouver, British Columbia, Kanada mit dem Ziel gegründet, die in Australien ansässige Firma Oceana Gold Pty Ltd mit ihren Aktivitäten im Goldbergbau zu übernehmen. Mit der Übernahme reicht die Geschichte der OceanaGold Corporation über die Gründung der Oceana Gold Ltd am 24. Dezember 2003 in Melbourne, Australien und der Übernahme der Macraes Mining Company Limited bis in das Jahr 1989 zurück.
- 1984 – Die B.H.P. Minerals New Zealand Limited wird am 19. Januar 1984 in Wellington, Neuseeland gegründet.
- 1988 – Das Unternehmen wird am 29. März 1988 in BHP Gold Mines (New Zealand) Limited umbenannt.
- 1989 – Der BHP Gold Mines (New Zealand) Limited werden am 31. Oktober 1989 die Schürfrechte an dem Macraes-Feld zum Gold schürfen erteilt.
- 1989 – erwirbt die am 1. Mai 1984 noch unter anderem Namen gegründete Macraes Mining Company Limited die Firmen BHP Gold Mines (New Zealand) Limited und Golden Point Mining jeweils zu 100 %.
- 1990 – Die BHP Gold Mines (New Zealand) Limited wird am 9. Februar 1990 in Round Hill Mining Company Limited umbenannt.[8]
- 1997 – Die Round Hill Mining Company Limited geht am 1. Januar 1997 zusammen mit drei weiteren Firmen in der Macraes Mining Company Limited auf.[9]
- 1999 – Die Macraes Mining Company Limited wird am 14. Mai 1999 in Gold and Resource Developments (New Zealand) Limited (GRD) umbenannt und
- 2000 – am 30. Juni 2000 in GRD Macraes Limited und schließlich am 19. Mai 2004 in Oceana Gold (New Zealand) Ltd.[10]
- 2003 – Am 24. Dezember 2003 wird die Oceana Gold Ltd (OGL) in Melbourne, Australien gegründet.
- 2004 – Die Oceana Gold Ltd (OGL) geht an die Börsen des Australian Securities Exchange (ASX) und des New Zealand Exchange (NZX).
- 2006 – Die Oceana Gold Ltd (OGL) und die Climax Mining Ltd fusionieren. Das neue Unternehmen behält den Namen Oceana Gold Ltd.[11]
- 2006 – Die Oceana Gold Ltd (OGL) übernimmt die Gold- und Kupfermine Didipio auf den Philippinen.
- 2006 – Die Gold and Resource Developments (New Zealand) Limited (GRD) verkauft ihre letzten Anteile der Oceana Gold Ltd (OGL).[12]
- 2007 – Am 22. März 2007 wurde die OceanaGold Corporation in Kanada gegründet und noch im selben Jahr an den Börsen des Australian Securities Exchange (ASX), des New Zealand Exchange (NZX) und des Toronto Stock Exchange (TSX) gelistet. Die Corporation übernahm mit ihrer Gründung alle Rechte und Anteile per Vereinbarung von der Oceana Gold Limited (OGD)[13], die im Dezember 2003 von der in Perth ansässigen Firma Gold and Resource Development NL (GRD) als Tochtergesellschaft gegründet wurde,[14] aber in zwei Tranchen (Mai 2006 / September 2006) verkauft[15] und gewinnbringend kapitalisiert wurde.
- 2013 – Am 27. November 2013 wurde die Pacific Rim Mining Corporation als Tochterunternehmen der OceanaGold Corporation übernommen.[16]
- 2015 – Übernimmt die Firma die Goldmine in Waihi in Neuseeland und die Haile Gold Mine in South Carolina in den Vereinigten Staaten.
- 2017 – Das Unternehmen zieht sich von der Börse des New Zealand Exchange (NZX) zurück.[7]

## Tochterunternehmen
|                                                            |                                                            |                                                            |                                                            |                                                                   |                                                                   |                                                                   |                                                                   |                                                                   |                                                                   |                                              |                                              |                                              |                                              | OceanaGold Corporation Melbourne, Australien       |                                                    |                                                      |                                                      |                                                      |                                                      |                                                      |                                                      |                                                |                                                |                                                |                                                |                                                |                                                |                                       |                                       |  |  |  |  |  |  |  |  |  |  |  |  |  |  |  |  |  |  |  |  |  |  |  |  |
|                                                            |                                                            |                                                            |                                                            |                                                                   |                                                                   |                                                                   |                                                                   |                                                                   |                                                                   |                                              |                                              |                                              |                                              |                                                    |                                                    |                                                      |                                                      |                                                      |                                                      |                                                      |                                                      |                                                |                                                |                                                |                                                |                                                |                                                |                                       |                                       |  |  |  |  |  |  |  |  |  |  |  |  |  |  |  |  |  |  |  |  |  |  |  |  |
|                                                            |                                                            |                                                            |                                                            |                                                                   |                                                                   |                                                                   |                                                                   |                                                                   |                                                                   |                                              |                                              |                                              |                                              |                                                    |                                                    |                                                      |                                                      |                                                      |                                                      |                                                      |                                                      |                                                |                                                |                                                |                                                |                                                |                                                |                                       |                                       |  |  |  |  |  |  |  |  |  |  |  |  |  |  |  |  |  |  |  |  |  |  |  |  |
|                                                            |                                                            |                                                            |                                                            | Oceana Gold Pty Ltd Melbourne, Australien                         | Oceana Gold Pty Ltd Melbourne, Australien                         | Oceana Gold Pty Ltd Melbourne, Australien                         | Oceana Gold Pty Ltd Melbourne, Australien                         | Oceana Gold Pty Ltd Melbourne, Australien                         | Oceana Gold Pty Ltd Melbourne, Australien                         |                                              |                                              |                                              |                                              | OceanaGold (Singapore) Pte. Ltd Singapore          | OceanaGold (Singapore) Pte. Ltd Singapore          | OceanaGold (Singapore) Pte. Ltd Singapore            | OceanaGold (Singapore) Pte. Ltd Singapore            | OceanaGold (Singapore) Pte. Ltd Singapore            | OceanaGold (Singapore) Pte. Ltd Singapore            |                                                      |                                                      | Romarco Minerals Inc. Toronto, Ontario, Kanada | Romarco Minerals Inc. Toronto, Ontario, Kanada | Romarco Minerals Inc. Toronto, Ontario, Kanada | Romarco Minerals Inc. Toronto, Ontario, Kanada | Romarco Minerals Inc. Toronto, Ontario, Kanada | Romarco Minerals Inc. Toronto, Ontario, Kanada |                                       |                                       |  |  |  |  |  |  |  |  |  |  |  |  |  |  |  |  |  |  |  |  |  |  |  |  |
|                                                            |                                                            |                                                            |                                                            | Oceana Gold Pty Ltd Melbourne, Australien                         | Oceana Gold Pty Ltd Melbourne, Australien                         | Oceana Gold Pty Ltd Melbourne, Australien                         | Oceana Gold Pty Ltd Melbourne, Australien                         | Oceana Gold Pty Ltd Melbourne, Australien                         | Oceana Gold Pty Ltd Melbourne, Australien                         |                                              |                                              |                                              |                                              | OceanaGold (Singapore) Pte. Ltd Singapore          | OceanaGold (Singapore) Pte. Ltd Singapore          | OceanaGold (Singapore) Pte. Ltd Singapore            | OceanaGold (Singapore) Pte. Ltd Singapore            | OceanaGold (Singapore) Pte. Ltd Singapore            | OceanaGold (Singapore) Pte. Ltd Singapore            |                                                      |                                                      | Romarco Minerals Inc. Toronto, Ontario, Kanada | Romarco Minerals Inc. Toronto, Ontario, Kanada | Romarco Minerals Inc. Toronto, Ontario, Kanada | Romarco Minerals Inc. Toronto, Ontario, Kanada | Romarco Minerals Inc. Toronto, Ontario, Kanada | Romarco Minerals Inc. Toronto, Ontario, Kanada |                                       |                                       |  |  |  |  |  |  |  |  |  |  |  |  |  |  |  |  |  |  |  |  |  |  |  |  |
|                                                            |                                                            |                                                            |                                                            | Oceana Gold Holdings (New Zealand) Ltd Dunedin, Otago, Neuseeland | Oceana Gold Holdings (New Zealand) Ltd Dunedin, Otago, Neuseeland | Oceana Gold Holdings (New Zealand) Ltd Dunedin, Otago, Neuseeland | Oceana Gold Holdings (New Zealand) Ltd Dunedin, Otago, Neuseeland | Oceana Gold Holdings (New Zealand) Ltd Dunedin, Otago, Neuseeland | Oceana Gold Holdings (New Zealand) Ltd Dunedin, Otago, Neuseeland |                                              |                                              |                                              |                                              | Australasian Netherlands Investment BV Niederlande | Australasian Netherlands Investment BV Niederlande | Australasian Netherlands Investment BV Niederlande   | Australasian Netherlands Investment BV Niederlande   | Australasian Netherlands Investment BV Niederlande   | Australasian Netherlands Investment BV Niederlande   |                                                      |                                                      | Romarco Holdings Inc. Delaware, USA            | Romarco Holdings Inc. Delaware, USA            | Romarco Holdings Inc. Delaware, USA            | Romarco Holdings Inc. Delaware, USA            | Romarco Holdings Inc. Delaware, USA            | Romarco Holdings Inc. Delaware, USA            |                                       |                                       |  |  |  |  |  |  |  |  |  |  |  |  |  |  |  |  |  |  |  |  |  |  |  |  |
|                                                            |                                                            |                                                            |                                                            | Oceana Gold Holdings (New Zealand) Ltd Dunedin, Otago, Neuseeland | Oceana Gold Holdings (New Zealand) Ltd Dunedin, Otago, Neuseeland | Oceana Gold Holdings (New Zealand) Ltd Dunedin, Otago, Neuseeland | Oceana Gold Holdings (New Zealand) Ltd Dunedin, Otago, Neuseeland | Oceana Gold Holdings (New Zealand) Ltd Dunedin, Otago, Neuseeland | Oceana Gold Holdings (New Zealand) Ltd Dunedin, Otago, Neuseeland |                                              |                                              |                                              |                                              | Australasian Netherlands Investment BV Niederlande | Australasian Netherlands Investment BV Niederlande | Australasian Netherlands Investment BV Niederlande   | Australasian Netherlands Investment BV Niederlande   | Australasian Netherlands Investment BV Niederlande   | Australasian Netherlands Investment BV Niederlande   |                                                      |                                                      | Romarco Holdings Inc. Delaware, USA            | Romarco Holdings Inc. Delaware, USA            | Romarco Holdings Inc. Delaware, USA            | Romarco Holdings Inc. Delaware, USA            | Romarco Holdings Inc. Delaware, USA            | Romarco Holdings Inc. Delaware, USA            |                                       |                                       |  |  |  |  |  |  |  |  |  |  |  |  |  |  |  |  |  |  |  |  |  |  |  |  |
|                                                            |                                                            |                                                            |                                                            | Oceana Gold (New Zealand) Ltd Dunedin, Otago,Neuseeland           | Oceana Gold (New Zealand) Ltd Dunedin, Otago,Neuseeland           | Oceana Gold (New Zealand) Ltd Dunedin, Otago,Neuseeland           | Oceana Gold (New Zealand) Ltd Dunedin, Otago,Neuseeland           | Oceana Gold (New Zealand) Ltd Dunedin, Otago,Neuseeland           | Oceana Gold (New Zealand) Ltd Dunedin, Otago,Neuseeland           |                                              |                                              |                                              |                                              | Oceana Gold (Philipines) Holdings Inc. Philippinen | Oceana Gold (Philipines) Holdings Inc. Philippinen | Oceana Gold (Philipines) Holdings Inc. Philippinen   | Oceana Gold (Philipines) Holdings Inc. Philippinen   | Oceana Gold (Philipines) Holdings Inc. Philippinen   | Oceana Gold (Philipines) Holdings Inc. Philippinen   |                                                      |                                                      | Romarco Consoldated Inc. Delaware, USA         | Romarco Consoldated Inc. Delaware, USA         | Romarco Consoldated Inc. Delaware, USA         | Romarco Consoldated Inc. Delaware, USA         | Romarco Consoldated Inc. Delaware, USA         | Romarco Consoldated Inc. Delaware, USA         |                                       |                                       |  |  |  |  |  |  |  |  |  |  |  |  |  |  |  |  |  |  |  |  |  |  |  |  |
|                                                            |                                                            |                                                            |                                                            | Oceana Gold (New Zealand) Ltd Dunedin, Otago,Neuseeland           | Oceana Gold (New Zealand) Ltd Dunedin, Otago,Neuseeland           | Oceana Gold (New Zealand) Ltd Dunedin, Otago,Neuseeland           | Oceana Gold (New Zealand) Ltd Dunedin, Otago,Neuseeland           | Oceana Gold (New Zealand) Ltd Dunedin, Otago,Neuseeland           | Oceana Gold (New Zealand) Ltd Dunedin, Otago,Neuseeland           |                                              |                                              |                                              |                                              | Oceana Gold (Philipines) Holdings Inc. Philippinen | Oceana Gold (Philipines) Holdings Inc. Philippinen | Oceana Gold (Philipines) Holdings Inc. Philippinen   | Oceana Gold (Philipines) Holdings Inc. Philippinen   | Oceana Gold (Philipines) Holdings Inc. Philippinen   | Oceana Gold (Philipines) Holdings Inc. Philippinen   |                                                      |                                                      | Romarco Consoldated Inc. Delaware, USA         | Romarco Consoldated Inc. Delaware, USA         | Romarco Consoldated Inc. Delaware, USA         | Romarco Consoldated Inc. Delaware, USA         | Romarco Consoldated Inc. Delaware, USA         | Romarco Consoldated Inc. Delaware, USA         |                                       |                                       |  |  |  |  |  |  |  |  |  |  |  |  |  |  |  |  |  |  |  |  |  |  |  |  |
|                                                            |                                                            |                                                            |                                                            |                                                                   |                                                                   |                                                                   |                                                                   |                                                                   |                                                                   |                                              |                                              |                                              |                                              |                                                    |                                                    |                                                      |                                                      |                                                      |                                                      |                                                      |                                                      |                                                |                                                |                                                |                                                |                                                |                                                |                                       |                                       |  |  |  |  |  |  |  |  |  |  |  |  |  |  |  |  |  |  |  |  |  |  |  |  |
| Oceana Gold Holdings (Waihi) Ltd Dunedin, Otago,Neuseeland | Oceana Gold Holdings (Waihi) Ltd Dunedin, Otago,Neuseeland | Oceana Gold Holdings (Waihi) Ltd Dunedin, Otago,Neuseeland | Oceana Gold Holdings (Waihi) Ltd Dunedin, Otago,Neuseeland | Oceana Gold Holdings (Waihi) Ltd Dunedin, Otago,Neuseeland        | Oceana Gold Holdings (Waihi) Ltd Dunedin, Otago,Neuseeland        |                                                                   |                                                                   | Macraes Operation Macraes, Otago, Neuseeland                      | Macraes Operation Macraes, Otago, Neuseeland                      | Macraes Operation Macraes, Otago, Neuseeland | Macraes Operation Macraes, Otago, Neuseeland | Macraes Operation Macraes, Otago, Neuseeland | Macraes Operation Macraes, Otago, Neuseeland |                                                    |                                                    | Oceana Gold (Philipines) Inc. Philippinen            | Oceana Gold (Philipines) Inc. Philippinen            | Oceana Gold (Philipines) Inc. Philippinen            | Oceana Gold (Philipines) Inc. Philippinen            | Oceana Gold (Philipines) Inc. Philippinen            | Oceana Gold (Philipines) Inc. Philippinen            |                                                |                                                | HGM Holdings Inc. Delaware, USA                | HGM Holdings Inc. Delaware, USA                | HGM Holdings Inc. Delaware, USA                | HGM Holdings Inc. Delaware, USA                | HGM Holdings Inc. Delaware, USA       | HGM Holdings Inc. Delaware, USA       |  |  |  |  |  |  |  |  |  |  |  |  |  |  |  |  |  |  |  |  |  |  |  |  |
| Oceana Gold Holdings (Waihi) Ltd Dunedin, Otago,Neuseeland | Oceana Gold Holdings (Waihi) Ltd Dunedin, Otago,Neuseeland | Oceana Gold Holdings (Waihi) Ltd Dunedin, Otago,Neuseeland | Oceana Gold Holdings (Waihi) Ltd Dunedin, Otago,Neuseeland | Oceana Gold Holdings (Waihi) Ltd Dunedin, Otago,Neuseeland        | Oceana Gold Holdings (Waihi) Ltd Dunedin, Otago,Neuseeland        |                                                                   |                                                                   | Macraes Operation Macraes, Otago, Neuseeland                      | Macraes Operation Macraes, Otago, Neuseeland                      | Macraes Operation Macraes, Otago, Neuseeland | Macraes Operation Macraes, Otago, Neuseeland | Macraes Operation Macraes, Otago, Neuseeland | Macraes Operation Macraes, Otago, Neuseeland |                                                    |                                                    | Oceana Gold (Philipines) Inc. Philippinen            | Oceana Gold (Philipines) Inc. Philippinen            | Oceana Gold (Philipines) Inc. Philippinen            | Oceana Gold (Philipines) Inc. Philippinen            | Oceana Gold (Philipines) Inc. Philippinen            | Oceana Gold (Philipines) Inc. Philippinen            |                                                |                                                | HGM Holdings Inc. Delaware, USA                | HGM Holdings Inc. Delaware, USA                | HGM Holdings Inc. Delaware, USA                | HGM Holdings Inc. Delaware, USA                | HGM Holdings Inc. Delaware, USA       | HGM Holdings Inc. Delaware, USA       |  |  |  |  |  |  |  |  |  |  |  |  |  |  |  |  |  |  |  |  |  |  |  |  |
| Oceana Gold (Waihi) Ltd Dunedin, Otago,Neuseeland          | Oceana Gold (Waihi) Ltd Dunedin, Otago,Neuseeland          | Oceana Gold (Waihi) Ltd Dunedin, Otago,Neuseeland          | Oceana Gold (Waihi) Ltd Dunedin, Otago,Neuseeland          | Oceana Gold (Waihi) Ltd Dunedin, Otago,Neuseeland                 | Oceana Gold (Waihi) Ltd Dunedin, Otago,Neuseeland                 |                                                                   |                                                                   |                                                                   |                                                                   |                                              |                                              |                                              |                                              |                                                    |                                                    | Didipio Operation (Didipio FTAA)                     | Didipio Operation (Didipio FTAA)                     | Didipio Operation (Didipio FTAA)                     | Didipio Operation (Didipio FTAA)                     | Didipio Operation (Didipio FTAA)                     | Didipio Operation (Didipio FTAA)                     |                                                |                                                | Haile Gold Mine Inc Delaware, USA              | Haile Gold Mine Inc Delaware, USA              | Haile Gold Mine Inc Delaware, USA              | Haile Gold Mine Inc Delaware, USA              | Haile Gold Mine Inc Delaware, USA     | Haile Gold Mine Inc Delaware, USA     |  |  |  |  |  |  |  |  |  |  |  |  |  |  |  |  |  |  |  |  |  |  |  |  |
| Oceana Gold (Waihi) Ltd Dunedin, Otago,Neuseeland          | Oceana Gold (Waihi) Ltd Dunedin, Otago,Neuseeland          | Oceana Gold (Waihi) Ltd Dunedin, Otago,Neuseeland          | Oceana Gold (Waihi) Ltd Dunedin, Otago,Neuseeland          | Oceana Gold (Waihi) Ltd Dunedin, Otago,Neuseeland                 | Oceana Gold (Waihi) Ltd Dunedin, Otago,Neuseeland                 |                                                                   |                                                                   |                                                                   |                                                                   |                                              |                                              |                                              |                                              |                                                    |                                                    | Didipio Operation (Didipio FTAA)                     | Didipio Operation (Didipio FTAA)                     | Didipio Operation (Didipio FTAA)                     | Didipio Operation (Didipio FTAA)                     | Didipio Operation (Didipio FTAA)                     | Didipio Operation (Didipio FTAA)                     |                                                |                                                | Haile Gold Mine Inc Delaware, USA              | Haile Gold Mine Inc Delaware, USA              | Haile Gold Mine Inc Delaware, USA              | Haile Gold Mine Inc Delaware, USA              | Haile Gold Mine Inc Delaware, USA     | Haile Gold Mine Inc Delaware, USA     |  |  |  |  |  |  |  |  |  |  |  |  |  |  |  |  |  |  |  |  |  |  |  |  |
| Waihi Operation Waihi, Waikato, Neuseeland                 | Waihi Operation Waihi, Waikato, Neuseeland                 | Waihi Operation Waihi, Waikato, Neuseeland                 | Waihi Operation Waihi, Waikato, Neuseeland                 | Waihi Operation Waihi, Waikato, Neuseeland                        | Waihi Operation Waihi, Waikato, Neuseeland                        |                                                                   |                                                                   |                                                                   |                                                                   |                                              |                                              |                                              |                                              |                                                    |                                                    | OceanaGold Sustainable Agroforestry Inc. Philippinen | OceanaGold Sustainable Agroforestry Inc. Philippinen | OceanaGold Sustainable Agroforestry Inc. Philippinen | OceanaGold Sustainable Agroforestry Inc. Philippinen | OceanaGold Sustainable Agroforestry Inc. Philippinen | OceanaGold Sustainable Agroforestry Inc. Philippinen |                                                |                                                | Haile Gold Mine Project Delaware, USA          | Haile Gold Mine Project Delaware, USA          | Haile Gold Mine Project Delaware, USA          | Haile Gold Mine Project Delaware, USA          | Haile Gold Mine Project Delaware, USA | Haile Gold Mine Project Delaware, USA |  |  |  |  |  |  |  |  |  |  |  |  |  |  |  |  |  |  |  |  |  |  |  |  |

Quelle: Annual Information Form, Stand 31. Dezember 2017.

## Unternehmensaktivitäten
Das Unternehmen betreibt Stand Dezember 2018 vier Bergwerke in drei verschiedenen Ländern, die Macraes Gold Mine in Otago auf der Südinsel von Neuseeland, dessen Betrieb noch mindestens bis zum Jahr 2020 geplant ist, die Martha Mine in dem Ort Waihi in der Region Waikato auf der Nordinsel von Neuseeland, in der noch mindestens bis zum Jahr 2019 Gold abgebaut werden soll, das Gold- und Kupferbergwerk in Didipio auf der Insel Luzon in den Philippinen, dessen geschätzte Betriebsdauer bis mindestens in das Jahr 2032 reicht und die Haile Mine in South Carolina, in der seit dem Jahr 2017 erstmals Gold gewonnen wurde und der Planungshorizont des Bergwerkes bis mindestens in das Jahr 2030 hineinreicht.
Im Mai 2015 beteiligte sich die OceanaGold Corporation an der Gold Standard Ventures (GSV), einem kanadischen Unternehmen, das im Bereich der Bergbauerkundung tätig ist. Der Anteil an dem Unternehmen wurde am 31. März 2017 auf 16,55 % aufgestockt. Im März 2016 gab die OceanaGold Corporation bekannt, sich an dem Unternehmen NuLegacy Gold beteiligen zu wollen, das derzeit Aufschlussbohrungen in Nevada vornahm, um ertragreiche Goldadern zu finden. Stand 31. März 2017 hielt die OceanaGold Corporation 16,2 % an dem Unternehmen und hofft damit an dem sogenannten „Iceberg Project“ partizipieren zu können.
Eine Absichtserklärung, sich an dem La Curva Gold Project der Mirasol Recource Ltd in der Provinz Santa Cruz in Argentinien beteiligen zu wollen, unterzeichnete die OceanaGold Corporation im Februar 2017. Eine Beteiligung folgte dann am 18. Mai 2017 mit der Option, einen Anteil von 70 % an dem Joint Venture übernehmen zu können.